# ミチェル・エンリケス
ミチェル・エンリケス・タマヨ（Michel Enríquez Tamayo , 1979年2月11日 - ）は、キューバ共和国青年の島ヌエバ・ヘローナ出身の元野球選手（三塁手）。右投右打。

## 経歴
1997-1998シーズンに、キューバ国内リーグであるセリエ・ナシオナル・デ・ベイスボルのトロンヘロス・デ・イスラ・デ・ラ・フベントゥでリーグデビュー。いきなり打率.331、101安打を記録した。
金属バット使用最終シーズンとなった1998-1999シーズンに、打率.391、シーズン最多安打記録を更新する152安打を放った。
2001年9月に台湾で開催された第34回IBAFワールドカップのキューバ代表に選出された。この大会では衰えたオマール・リナレスからキューバ代表の正三塁手の座を実力で奪い取った。
2004年8月に開催されたアテネオリンピックの野球競技のキューバ代表に選出された。この大会でh、正三塁手として全9試合に出場した。
2005年9月に開催された第36回IBAFワールドカップのキューバ代表に選出された。この大会では、打率.500・20打点の好成績を残した。
2006年3月に同年から開催されることとなったワールド・ベースボール・クラシック（WBC）のキューバ代表に選出された。この大会では、8試合に出場したものの、決勝戦の日本戦で5打数無安打に終わるなど、大会通して打率.194と全くの期待外れに終わった。
国内リーグでは、2005-2006シーズンに5年連続の首位打者だったオスマニー・ウルティアを抑え、初の首位打者を獲得した。
2008年8月に開催された2008年北京オリンピックの野球競技のキューバ代表に選出された。全9試合に出場し、決勝戦の対韓国戦では柳賢振から1点差に迫るソロ本塁打を放った。
2009年3月に開催された第2回WBCのキューバ代表に選出され 2大会連続2度目の出場となった。国内リーグでは2008-2009シーズンに打率.401を記録し、2回目の首位打者を獲得した。
2009年9月の第38回IBAFワールドカップでは、対チャイニーズタイペイ戦で手首を直撃する投球を受け、全治2ヶ月の怪我を負った。
2012年11月6日に、「侍ジャパンマッチ2012」のキューバ代表に選出された。同日、台湾で行われたサンダーシリーズのため来台した。サンダーシリーズ終了後の14日に来日した。
2013年6月12日に、当時のキューバ選手としては異例となる、メキシカンリーグのカンペチェ・パイレーツでの8月までのプレーが許可されたことが明らかになった。
2017年-2018年シーズンに、リーグ史上22人目となる通算2000安打を達成した。
2019年7月にメキシカンリーグに所属するラグナ・ユニオン・コットンファーマーズの打撃コーチに就任することが発表された。

## 選手としての特徴
外角を右方向に流し打ちしたり、センター返しをする打撃技術が高く、三振も非常に少ない。三塁守備は肩が強い上に反射神経に優れ、打球に対する瞬時の反応を見せている。

## 詳細情報

### 年度別打撃成績（2000-01年以降）
| 年 度      | 球 団      | 試 合 | 打 席 | 打 数 | 得 点 | 安 打 | 二 塁 打 | 三 塁 打 | 本 塁 打 | 塁 打 | 打 点 | 盗 塁 | 盗 塁 死 | 犠 打 | 犠 飛 | 四 球 | 敬 遠 | 死 球 | 三 振 | 併 殺 打 | 打 率 | 出 塁 率 | 長 打 率 | O P S |
| ---------- | ---------- | ----- | ----- | ----- | ----- | ----- | -------- | -------- | -------- | ----- | ----- | ----- | -------- | ----- | ----- | ----- | ----- | ----- | ----- | -------- | ----- | -------- | -------- | ----- |
| 2000-2001  | IJV        | 84    | 387   | 326   | 83    | 115   | 22       | 0        | 19       | 194   | 72    | 2     | 3        | 0     | 3     | 48    | 6     | 10    | 35    | 12       | .353  | .447     | .595     | 1.042 |
| 2001-2002  | IJV        | 89    | 393   | 329   | 71    | 127   | 29       | 1        | 16       | 206   | 58    | 1     | 6        | 1     | 1     | 52    | 12    | 10    | 32    | 16       | .386  | .482     | .626     | 1.108 |
| 2002-2003  | IJV        | 50    | 233   | 190   | 42    | 77    | 17       | 1        | 7        | 117   | 36    | 2     | 3        | 0     | 7     | 29    | 4     | 7     | 9     | 12       | .405  | .485     | .616     | 1.100 |
| 2003-2004  | IJV        | 66    | 293   | 226   | 48    | 87    | 18       | 0        | 7        | 126   | 43    | 0     | 1        | 0     | 5     | 55    | 13    | 7     | 13    | 7        | .385  | .509     | .558     | 1.066 |
| 2004-2005  | IJV        | 85    | 376   | 336   | 66    | 114   | 30       | 2        | 10       | 178   | 56    | 0     | 1        | 0     | 1     | 33    | 10    | 6     | 38    | 15       | .339  | .407     | .530     | .936  |
| 2005-2006  | IJV        | 71    | 320   | 255   | 77    | 114   | 26       | 0        | 12       | 176   | 58    | 3     | 2        | 0     | 0     | 57    | 16    | 8     | 14    | 6        | .447  | .559     | .690     | 1.250 |
| 2006-2007  | IJV        | 66    | 290   | 239   | 45    | 88    | 19       | 1        | 4        | 121   | 37    | 2     | 3        | 0     | 1     | 46    | 18    | 4     | 12    | 9        | .368  | .476     | .506     | .982  |
| 2007-2008  | IJV        | 41    | 186   | 140   | 36    | 57    | 14       | 1        | 8        | 97    | 29    | 1     | 0        | 0     | 2     | 40    | 9     | 4     | 10    | 2        | .407  | .543     | .693     | 1.236 |
| 2008-2009  | IJV        | 87    | 400   | 299   | 68    | 120   | 37       | 1        | 12       | 195   | 66    | 3     | 1        | 0     | 3     | 89    | 22    | 9     | 15    | 12       | .401  | .545     | .652     | 1.197 |
| 2009-2010  | IJV        | 70    | 308   | 241   | 41    | 76    | 20       | 0        | 7        | 117   | 35    | 3     | 3        | 0     | 1     | 59    | 17    | 7     | 17    | 11       | .315  | .461     | .485     | .947  |
| 2010-2011  | IJV        | 88    | 376   | 304   | 67    | 122   | 29       | 0        | 13       | 190   | 52    | 4     | 4        | 0     | 5     | 62    | 18    | 4     | 15    | 17       | .401  | .501     | .625     | 1.126 |
| 2011-2012  | IJV        | 16    | 68    | 54    | 7     | 15    | 7        | 0        | 2        | 28    | 13    | 0     | 1        | 0     | 0     | 12    | 1     | 2     | 2     | 5        | .278  | .426     | .519     | .945  |
| 通算：12年 | 通算：12年 | 797   | 3562  | 2885  | 644   | 1097  | 261      | 7        | 115      | 1717  | 542   | 21    | 27       | 1     | 29    | 570   | 145   | 76    | 210   | 119      | .380  | .490     | .595     | 1.085 |

- 各年度の太字はリーグ最高
- キューバで通常用いられる個人通算成績は、プレーオフや選抜リーグなども合算するため、この表の合計とは一致しない

### 獲得タイトル・表彰
CNS
- 首位打者：2回 （2006年、2009年）
- MVP：1回 （1999年）

国際大会
- 第15回インターコンチネンタルカップ三塁手ベストナイン （2002年）
- 第35回ワールドカップ三塁手ベストナイン （2003年）
- 第16回インターコンチネンタルカップ三塁手ベストナイン （2006年）

### 代表歴
- 2001 BAFワールドカップ キューバ代表
- 2004年アテネオリンピックの野球競技・キューバ代表
- 2005 IBAFワールドカップ キューバ代表
- 2006 ワールド・ベースボール・クラシック・キューバ代表
- 2008年北京オリンピックの野球競技・キューバ代表
- 2009 ワールド・ベースボール・クラシック・キューバ代表